# Witrogoszcz-Kolonia
Witrogoszcz-Kolonia – wieś w Polsce położona w województwie wielkopolskim, w powiecie pilskim, w gminie Łobżenica. Nazwa miejscowości pochodzi od staropolskiego imienia Jutrogost.
W latach 1975–1998 miejscowość administracyjnie należała do województwa pilskiego.